# Calendario dell'avvento

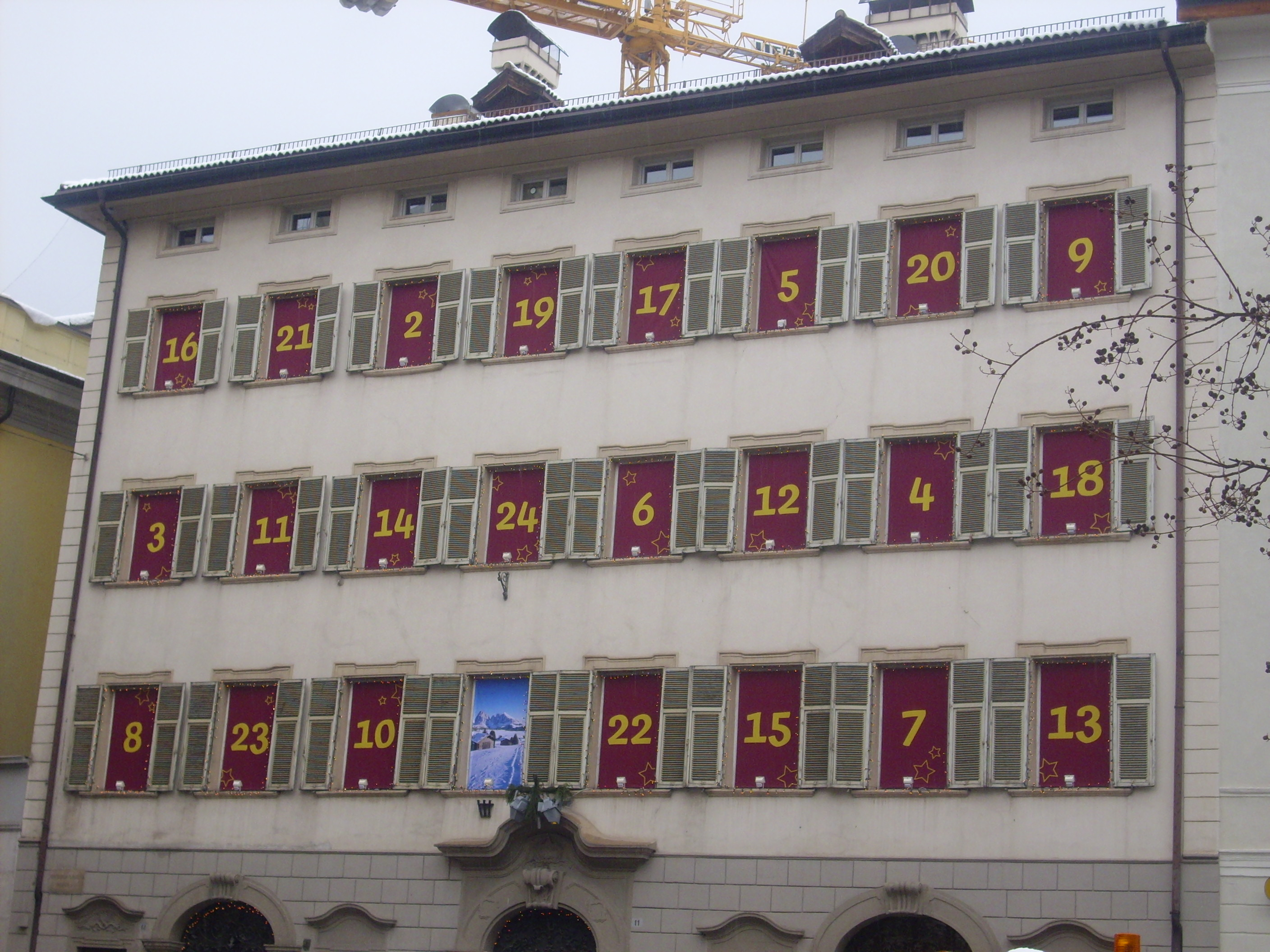
Un calendario dell'Avvento in piazza a Bolzano

Il calendario dell'Avvento è il simbolo della stagione dell'Avvento: è un calendario "conto alla rovescia" che di solito è fatto per i bambini, utilizzato per contare i giorni dell'Avvento in previsione del Natale. Poiché la data della prima domenica d'Avvento varia, cadendo tra il 27 novembre e il 3 dicembre, molti calendari dell'Avvento riutilizzabili in carta o legno iniziano il 1º dicembre. Altri iniziano dalla prima domenica di Avvento che include gli ultimi pochi giorni di novembre.
Il calendario dell'Avvento è stato utilizzato per la prima volta dai luterani tedeschi nel XIX e XX secolo e da allora si è diffuso ad altre denominazioni cristiane. La sua tradizione è molto diffusa nei paesi di lingua tedesca, dedicata ai bambini per accompagnare il periodo di attesa in occasione della grande festa, il periodo natalizio.

## Origini storiche
I calendari tradizionali iniziano il conto la prima domenica dell'Avvento, mentre oggi si usa iniziare il 1º dicembre. A partire dal 1920 si diffondono in Germania calendari di cartone con 24 finestre riempite con cioccolatini raffiguranti motivi natalizi. I calendari dell'Avvento di questo tipo conoscono una diffusione sempre più ampia in Europa e negli Stati Uniti.

## Design e utilizzo
I calendari dell'Avvento tradizionali raffigurano la scena della mangiatoia, San Nicola e il clima invernale, mentre altri hanno temi diversi, dallo sport alla tecnologia. Sono disponibili in varie forme, dal semplice calendario di carta con alette che coprono ogni giorno, alle tasche di tessuto sul retro, alle scatole di legno dipinte con fori per piccoli oggetti.
Molti calendari dell'Avvento hanno la forma di un grande cartoncino rettangolare con delle "Porte", una per ogni giorno del mese di dicembre che precede e include la vigilia (24 dicembre) o il giorno di Natale (25 dicembre). Le Porte vengono aperte in sequenza ogni giorno prima di Natale, a partire dall'inizio del periodo dell'Avvento di quell'anno, o semplicemente il 1º dicembre, come nel caso dei calendari dell'Avvento riutilizzabili.
Esistono molte varietà di calendari dell'Avvento; ad esempio, ci sono calendari dell'Avvento che possono essere riempiti da soli. Alcuni villaggi europei creano calendari dell'Avvento su edifici o addirittura calendari dell'Avvento cosiddetti "viventi", in cui vengono decorate finestre diverse per ogni giorno dell'Avvento.
Spesso le porte sono distribuite in modo casuale sul calendario. Le porte del calendario si aprono per rivelare un'immagine, una poesia, un pezzo di storia (come la storia della Natività di Gesù), o un piccolo regalo come un giocattolo o un prodotto di cioccolato. Spesso su ogni porta sono stampati un versetto della Bibbia e una preghiera cristiana, che i cristiani includono nelle loro devozioni quotidiane dell'Avvento.